# Aloe tenuifolia
Aloe tenuifolia är en grästrädsväxtart som beskrevs av Jean-Baptiste de Lamarck. Aloe tenuifolia ingår i släktet Aloe och familjen grästrädsväxter. Inga underarter finns listade i Catalogue of Life.